# Nepenthes bicalcarata
Nepenthes bicalcarata ist eine fleischfressende Pflanzenart aus der Gattung der Kannenpflanzen (Nepenthes). Die Art kommt ausschließlich auf Borneo vor. Sie ist die größte Art der Gattung und zeichnet sich in ökologischer Hinsicht durch eine Symbiose mit Ameisen aus.

## Beschreibung

### Vegetativer Habitus
Nepenthes bicalcarata ist ein mehrjähriger, immergrüner und kletternder Halbstrauch, dessen Sprossachse bis zu 20 Meter lang werden kann, was sie zur größten Art der Gattung macht. Am Ansatz älterer Pflanzen stehen häufig kurze Seitentriebe. Die Sprossachse ist im Querschnitt zylindrisch, bis zu 1,8 cm dick und gelegentlich hohl, im letzteren Fall mit kreisrunden, von Ameisen eingefressenen und als Eingang genutzten Löchern versehen. Die Internodien sind zwischen 0,5 und 8 Zentimeter lang.
Die Behaarung ist an Blättern und Stängeln nur schwach ausgeprägt, an den Kannen und Blütenständen hingegen dicht mit kurzem Flaum und vereinzelten, 1 bis 2 Millimeter langen Haaren besetzt. Mit zunehmendem Alter fällt die Behaarung ab, reife Pflanzenteile sind fast unbehaart.

### Blätter
Die verteilt stehenden, dick papierenen, gestielten Blätter sind länglich-rund-lanzettlich und 20 bis 65 Zentimeter lang sowie 6 bis 14 Zentimeter breit. Das äußerste Ende ist eingekerbt und spitz bis stumpf, gelegentlich schildförmig, der Blattgrund keilförmig zugespitzt. Der schmal geflügelte Blattstiel umfasst den Stamm zu drei Vierteln und ist 4 bis 12 Zentimeter lang, gelegentlich laufen die Flügel noch bis zum nächsten Knoten den Stamm herab. Im Bereich des Ansatzes zum Stängel finden sich auf der Unterseite große umrandete Nektarien. Zu jeder Seite der Mittelrippe finden sich zehn oder mehr Seitenrippen, deutlich erkennbar ist die zahlreiche, fiederförmige Nervatur dazwischen, die fast bis an den Blattrand reicht.
Die Ranken hängen herab und sind bei Bodenkannen 10 bis 20, bei Luftkannen 12 bis 30 Zentimeter lang. Die bis auf 12 Millimeter Dicke angeschwollene Ranke der Bodenkannen weist einen dünnwandigen, zur Kanne weisenden Bereich auf, der üblicherweise von Ameisen der Art Camponotus schmitzii durchnagt wird und als Zugang dient. Die dahinterliegende Schwellung wird ausgehöhlt und dient dann als Raum für eine kleine Ameisenkolonie.

### Kannen
Wie viele Kannenpflanzen bildet Nepenthes bicalcarata zwei verschiedene Kannenformen aus (Kannendimorphismus), nämlich Boden- und Luftkannen. Die Innenseite der Kannen ist im Gegensatz zu vielen anderen Nepenthes-Arten nicht mit Wachs überzogen.
Die grünen, durch die Behaarung orange bis rot überhauchten, bauchig ausgewölbten Bodenkannen sind bis zu 13 Zentimeter lang und bis zu 6,5 Zentimeter breit. Sie weisen fransenbesetzte und bis zu 2,3 Zentimeter breite Flügelleisten auf. Die Fransen sind 1 bis 5 Millimeter lang und stehen in Abständen von 0,5 bis 4 Millimeter zueinander. Auf der Oberfläche der Kanne verteilt finden sich Nektarien, gehäuft an der Ranke, der Seite der Flügel sowie auf der Rückseite. Die Kannenöffnung ist annähernd kreisförmig. Auf der Vorderseite ist sie horizontal eben, nach hinten hin steigt sie auf. Das grüne, selten rote Peristom (der breite Kragen um die Kannenöffnung) ist nach außen zylindrisch eingerollt, rund 4 Millimeter breit und nach innen abgeflacht, Rippen sind zwar erkennbar, aber nur schwach ausgeprägt. Die Innenseite der Kannen weist 3000 bis 5000 Drüsen pro cm² auf.
Am äußersten Punkt des Halses biegen sich zwei spitze, 1 bis 2,5 Zentimeter lange Dornen herab, die Nektar sezernieren. Die Dornen sitzen direkt unter dem nierenförmigen und deutlich breiteren als langen Deckel, der 3,5 bis 6 mal 4,7 bis 6 Zentimeter misst. Der Deckel ist auf der Oberseite gelblich, auf der Unterseite dunkelrot oder purpurn, insbesondere zum Rand hin. Die zu den Seiten hin dichter stehenden und mittig sowie am Deckelansatz fast fehlenden Nektardrüsen sind nur schwach umrandet, kreisförmig und messen im Durchmesser 0,3 Millimeter. Der einfache, zurückgebogene Sporn ist abgeflacht und drüsenbesetzt, er ist 10 bis 20 Millimeter lang.
Die Luftkannen sind eiförmig zylindrisch, bis zu 13 Zentimeter lang und 6 Zentimeter breit. Zur Kannenöffnung hin verjüngen sie sich etwas. Anstelle der gefransten Flügel der Bodenkannen weisen sie zwei einfache, aber deutlich ausgeprägte Rippen auf, die nur am Peristom in eine leichte Flügelung übergehen. Der Deckel erreicht Größen von bis zu 4 mal 10 Zentimeter Durchmesser.

### Blüten und Früchte
Wie die anderen Arten der Gattung auch, ist Nepenthes bicalcarata diözisch, das heißt, es gibt rein männliche und weibliche Pflanzen. Der Blütenstand ist eine lockere, bis zu einem Meter lange Rispe an einer bis zu 40 Zentimeter langen Blütenstandsachse.
Weibliche Blütenstände sind keilförmig zugespitzt, die unteren Zweige messen bis zu 4 Zentimeter und sind höchstens dreiblütig, die höchsten Zweige sind ein- oder zweiblütig, Tragblätter fehlen stets. Die Blütenhüllblätter sind lanzettlich und rund 4 Millimeter lang.
Bei männlichen Blütenständen ist die Blütenstandsachse am Ansatz bis zu 6 Millimeter dick. Die Blütenstandsachsen der Teilinfloreszenzen sind bis zu 10 Zentimeter lang und tragen in der Regel vier bis fünfzehn Blüten, nah ihrem Ansatz finden sich gelegentlich Nektarien. Die Blütenstiele sind bis zu 2,5 Zentimeter lang. An den Blütenstielen der unteren Hälfte der basalen Teilinfloreszenzen stehen gelegentlich Tragblätter. Die dunkelpurpurnen, fast schwarzen Blütenhüllblätter sind annähernd kreisförmig, 5 Millimeter lang und 4 Millimeter breit. Der Androphor ist 1,5 bis 2 Millimeter lang. Die Staubblätter sind zu einer kahlen Säule verwachsen und kürzer als die Blütenhülle. Der Kopf der Staubbeutel misst rund 1 mal 1,5 Millimeter.
Die Früchte sind dreiklappige Kapselfrüchte, die lanzettlichen Klappen sind bis zu 3 Zentimeter lang und 0,5 Zentimeter breit.

## Funktion und Ökologie der Kannen

### Fangprinzip und Funktion

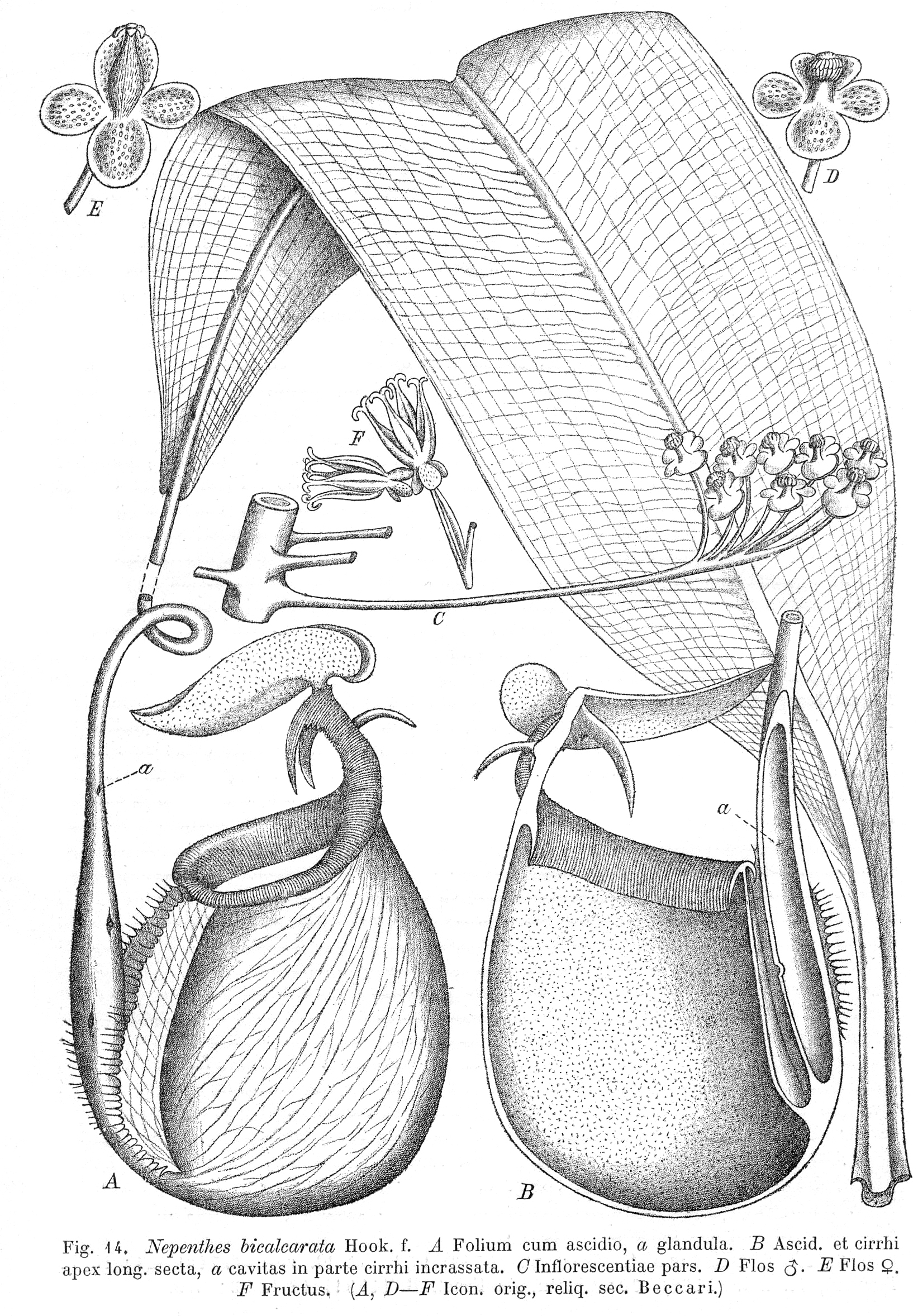
Studienskizze zu Nepenthes bicalcarata. Gut zu erkennen: die Aushöhlung für die Ameisen.

Insekten aller Art werden von den lebhaften Farben der Kannen und den Nektardrüsen am Deckelansatz und unter dem Peristom angelockt. Die Oberfläche des Peristoms der Kannen ist jedoch fein gerillt und ausgesprochen glatt, einfachen Insektenfüßen wird jeder Halt unmöglich gemacht. Sobald das Insekt dem inneren Kragenrand zu nahe kommt, rutscht es ab und stürzt in die Kanne. Der Insektenfang dient Nepenthes bicalcarata, wie allen anderen Nepenthes-Arten auch, der Nahrungsergänzung. Ihr Standort ist von extrem stickstoffarmem Substrat (z. B. Torf oder Sand) geprägt. Diesen latenten Stickstoffmangel gleicht Nepenthes bicalcarata durch die Verdauung ihrer Beute wieder aus. Spezielle Enzyme in ihrer Verdauungsflüssigkeit, z. B. Peptidasen spalten das Eiweiß in den Tierkörpern auf und machen den enthaltenen Stickstoff verfügbar. Auch andere Nährstoffe wie Phosphor und Kalium werden dem tierischen Gewebe entzogen. Diese kann die Pflanze nun über spezielle Drüsen in den Kannen absorbieren und verwerten. Der Insektenfang verschafft Nepenthes bicalcarata einen Vorteil gegenüber ihrer Begleitflora, die den standortbedingten Nährstoffmangel anderweitig ausgleichen muss.

### Symbiose
Neben dem Insektenfang ist Nepenthes bicalcarata eine ungewöhnliche Symbiose mit der Ameisenart Camponotus schmitzi eingegangen. Erstmals ausführlich beschrieben wurde dieses Phänomen vom Naturforscher Frederick William Burbidge im Jahre 1880. Wissenschaftlich dokumentiert und bestätigt wurde die Symbiose in einer Studie von 1992 bis 1998 von Charles Clarke.
Die genannten Ameisen leben in zerstreuten Kolonien in speziellen, ausgehöhlten Verdickungen im Übergangsbereich von Ranke zu Kanne. Ob eine Pflanze besiedelt ist oder nicht, erkennt man oft an einem kleinen, kreisrunden Loch in Höhe der Verdickung, das die Ameisen selbst gebohrt haben. Die Tiere nisten sich in den Kammern ein und verteidigen die Pflanze gegen einen speziellen Fressfeind (ein Rüsselkäfer der Gattung Alcidodes). Dabei bevorzugen die Ameisen zur Besiedlung die Luftkannen. Die Bodenkannen meiden sie, weil die häufigen und starken Regenfälle die Bodenkannen überschwemmen und das eindringende Wasser die Ameisennester vernichten würde. Camponotus schmitzi ernährt sich in erster Linie von den Nektarausscheidungen der dornenförmigen Auswüchse. Die Ameisen selbst besitzen an ihren Füßen sogenannte Arolien (Haftlappen), mit deren Hilfe sie gefahrlos über das für andere Insektenfüße glatte Peristom laufen können. Camponotus schmitzi weist noch zusätzliche Eigenschaften auf: sie taucht in die Kannenflüssigkeit, um dort größere Beutetiere herauszufischen und zu fressen. Wie sie sich bei längeren Tauchphasen mit Sauerstoff versorgt ist bisher unklar.

## Verbreitung

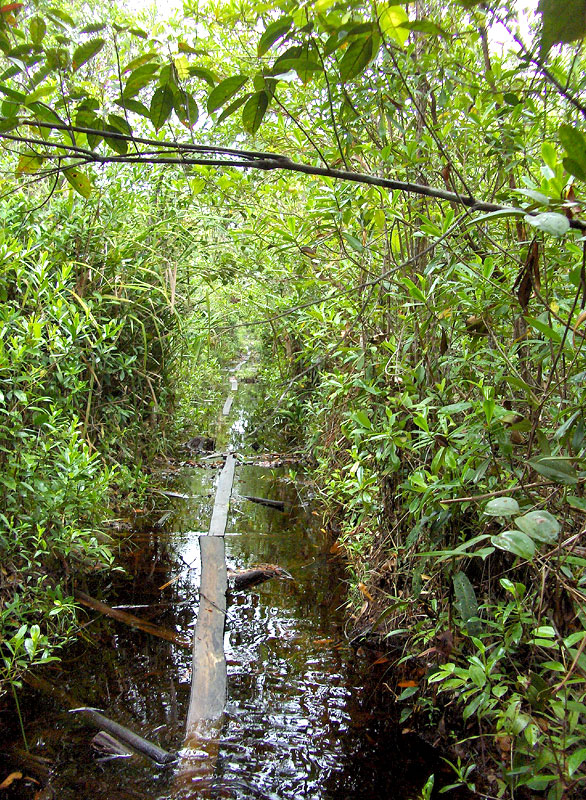
Lebensraum

Nepenthes bicalcarata ist endemisch auf der Insel Borneo im nordwestlichen Kalimantan, Sarawak, Brunei und dem südwestlichen Sabah in Höhenlagen von Meereshöhe bis 950 Meter.
An ihrem Hauptstandort, ungestörten und von Shorea albida dominierten Torfsumpf-Wäldern, ist sie häufig. Dieser Waldtyp wird charakterisiert durch staunasse, saure Torfböden und weist zeitweise bis zu 90 % relativer Luftfeuchtigkeit auf. Hier erreichen die Pflanzen auch ihre größten Ausmaße. Ebenfalls häufig findet sie sich an den Rändern der Torfsumpf-Wälder sowie in den Kerangas, Heidewäldern auf weißen Sandböden. Fast immer kommt sie gemeinsam mit Nepenthes ampullaria vor.

## Systematik und botanische Geschichte
Nepenthes bicalcarata wurde 1873 von Joseph Dalton Hooker beschrieben. Das Artepitheton „bicalcarata“ leitet sich von den lateinischen Wörtern bi („zwei“) und calcaratus („gespornt“) ab und verweist auf die zwei dornenähnlichen Fortsätze an den Kannen. Das einzige bekannte Synonym ist Nepenthes dyak, Unterarten, Varietäten oder Formen sind nicht beschrieben worden.
Die ersten lebenden Exemplare von Nepenthes bicalcarata brachte der englische Naturforscher Frederick William Burbidge im Jahre 1879 nach Europa. Er stellte die Pflanze dem berühmten Züchter P. C. Veitch vor, der sie in seine Nepenthes-Kulturen von Veitch Nursery aufnahm. Obwohl Veitch die Kultur der Pflanze als „ausgesprochen problemlos“ beschrieb, galten Exemplare von Nepenthes bicalcarata als besondere Rarität und wurden zu noch höheren Preisen gehandelt als beispielsweise Nepenthes rajah oder Nepenthes northiana.